# Reichstagswahlkreis Herzogtum Anhalt 2

Die Wahlkreisaufteilung des Deutschen Reichs.

Der Reichstagswahlkreis Herzogtum Anhalt 2 (in der reichsweiten Durchnummerierung auch Reichstagswahlkreis 370; auch Reichstagswahlkreis Bernburg-Ballenstedt genannt) war der zweite Reichstagswahlkreis für das Herzogtum Anhalt für die Reichstagswahlen im Deutschen Reich und im Norddeutschen Bund von 1867 bis 1918.

## Wahlkreiszuschnitt
Der Wahlkreis umfasste den Kreis Bernburg, den Kreis Ballenstedt und das westlich der Magdeburg-Leipziger Eisenbahn gelegene Teil des Kreises Köthen.
| Jahr | Einwohner |
| ---- | --------- |
| 1890 | 148.156   |
| 1895 | 156.060   |
| 1900 | 164.902   |
| 1905 | 166.860   |
| 1910 | 164.166   |

|      | Landwirtschaft | Industrie und Gewerbe | Handel und Dienstleistungen |
| ---- | -------------- | --------------------- | --------------------------- |
| 1895 | 43,6           | 39,0                  | 17,4                        |
| 1907 | 34,6           | 44,7                  | 20,7                        |

|      | Evangelisch | Katholisch |
| ---- | ----------- | ---------- |
| 1890 | 94,9        | 4,4        |
| 1905 | 93,9        | 4,6        |
| 1910 | 94,2        | 4,8        |

## Abgeordnete
| Wahl                                        | Abgeordneter              | Partei                  | Bild |
| ------------------------------------------- | ------------------------- | ----------------------- | ---- |
| Reichstagswahl Februar 1867 bis August 1867 | Gustav Holzmann           | Nationalliberale Partei | 0    |
| Reichstagswahl August 1867 bis 1874         | Alfred Ferdinand Baldamus | Nationalliberale Partei | 0    |
| Reichstagswahl 1874 bis 1878                | Julius Kraaz              | Nationalliberale Partei | 0    |
| Reichstagswahl 1878 bis 1893                | Wilhelm Oechelhäuser      | Nationalliberale Partei |      |
| Reichstagswahl 1893 bis 1898                | Robert Friedberg          | Nationalliberale Partei | 0    |
| Reichstagswahl 1898 bis 1903                | Adolf Albrecht            | SPD                     |      |
| Reichstagswahl 1903 bis 1907                | Karl Wessel               | Nationalliberale Partei | 0    |
| Reichstagswahl 1907 bis 1912                | Hermann Trautmann         | Nationalliberale Partei | 0    |
| Reichstagswahl 1912 bis 1918                | Ferdinand Bender          | SPD                     |      |

## Wahlen

### 1867 (Februar)
Es fand nur ein Wahlgang statt. Die Zahl der gültigen Stimmen betrug 13.671.
| Kandidat        | Partei | Stimmen | in % | Anmerkungen |
| --------------- | ------ | ------- | ---- | ----------- |
| Gustav Holzmann | NLP    | 8834    | 0    | 0           |

### 1867 (August)
Es fand nur ein Wahlgang statt. Die Zahl der gültigen Stimmen betrug 8620.
| Kandidat                  | Partei | Stimmen | in % | Anmerkungen |
| ------------------------- | ------ | ------- | ---- | ----------- |
| Alfred Ferdinand Baldamus | NLP    | 4697    | 0    | 0           |

### 1871
Es fand nur ein Wahlgang statt. Die Zahl der Wahlberechtigten betrug 21.574. Die Zahl der abgegebenen gültigen Stimmen betrug 9980, 77 Stimmen waren ungültig. Die Wahlbeteiligung belief sich auf 46,6 %.
| Kandidat         | Partei   | Stimmen | in % | Anmerkungen                         |
| ---------------- | -------- | ------- | ---- | ----------------------------------- |
| Gustav Holzmann  | NLP      | 5817    | 0    | 0                                   |
| Bolge            | F        | 3558    | 0    | Rechtsanwalt, Dr. jur. aus Bernburg |
| Gregor Zielowsky | S (Lass) | 595     | 0    | aus Buckau                          |
| 0                | Sonstige | 10      | 0    | 0                                   |

### 1874
Es fand nur ein Wahlgang statt. Die Zahl der Wahlberechtigten betrug 23.851. Die Zahl der abgegebenen gültigen Stimmen betrug 16.430, 169 Stimmen waren ungültig. Die Wahlbeteiligung belief sich auf 69,6 %.
| Kandidat     | Partei   | Stimmen | in % | Anmerkungen        |
| ------------ | -------- | ------- | ---- | ------------------ |
| Julius Kraaz | NLP      | 10.653  | 0    | 0                  |
| Hasenclever  | S (Lass) | 5379    | 0    | 0                  |
| Metzner      | S (Eis)  | 376     | 0    | Schuhmachermeister |
| 0            | Sonstige | 22      | 0    | 0                  |

### 1877
Es fand nur ein Wahlgang statt. Die Zahl der Wahlberechtigten betrug 24.979. Die Zahl der abgegebenen gültigen Stimmen betrug 14.580, 68 Stimmen waren ungültig. Die Wahlbeteiligung belief sich auf 58,6 %.
| Kandidat     | Partei   | Stimmen | in % | Anmerkungen |
| ------------ | -------- | ------- | ---- | ----------- |
| Julius Kraaz | NLP      | 11.257  | 0    | 0           |
| O. Kapell    | SPD      | 3292    | 0    | 0           |
| 0            | Sonstige | 31      | 0    | 0           |

### 1878
Es fand nur ein Wahlgang statt. Die Zahl der Wahlberechtigten betrug 23.479. Die Zahl der abgegebenen gültigen Stimmen betrug 15.623, 46 Stimmen waren ungültig. Die Wahlbeteiligung belief sich auf 61,5 %.
| Kandidat             | Partei   | Stimmen | in % | Anmerkungen |
| -------------------- | -------- | ------- | ---- | ----------- |
| Wilhelm Oechelhäuser | NLP      | 10.560  | 0    | 0           |
| von Krosigk          | DRP      | 4629    | 0    | 0           |
| Hasenclever          | SPD      | 412     | 0    | 0           |
| 0                    | Sonstige | 22      | 0    | 0           |

### 1881
Es fand nur ein Wahlgang statt. Die Zahl der Wahlberechtigten betrug 26.984. Die Zahl der abgegebenen gültigen Stimmen betrug 15.128, 57 Stimmen waren ungültig. Die Wahlbeteiligung belief sich auf 53,6 %.
| Kandidat             | Partei   | Stimmen | in % | Anmerkungen |
| -------------------- | -------- | ------- | ---- | ----------- |
| Wilhelm Oechelhäuser | NLP      | 10.463  | 0    | 0           |
| von Krosigk          | Kons     | 4614    | 0    | Kammerherr  |
| Hasenclever          | SPD      | 28      | 0    | 0           |
| 0                    | Sonstige | 23      | 0    | 0           |

### 1884
Es fand nur ein Wahlgang statt. Die Zahl der Wahlberechtigten betrug 27.920. Die Zahl der abgegebenen gültigen Stimmen betrug 14.324, 48 Stimmen waren ungültig. Die Wahlbeteiligung belief sich auf 51,5 %.
| Kandidat             | Partei   | Stimmen | in % | Anmerkungen |
| -------------------- | -------- | ------- | ---- | ----------- |
| Wilhelm Oechelhäuser | NLP      | 7848    | 0    | 0           |
|                      | NLP      | 4786    | 0    | 0           |
|                      | F        | 1432    | 0    | Kammerherr  |
|                      | SPD      | 225     | 0    | 0           |
| 0                    | Sonstige | 33      | 0    | 0           |

### 1887
Die Kartellparteien NLP und Konservative hatten sich auf Oechelhäuser als gemeinsamen Kandidaten geeinigt. 
Es fand nur ein Wahlgang statt. Die Zahl der Wahlberechtigten betrug 28.229. Die Zahl der abgegebenen gültigen Stimmen betrug 18.781, 364 Stimmen waren ungültig. Die Wahlbeteiligung belief sich auf 67,8 %.
| Kandidat             | Partei   | Stimmen | in % | Anmerkungen |
| -------------------- | -------- | ------- | ---- | ----------- |
| Wilhelm Oechelhäuser | NLP      | 17.265  | 0    | 0           |
|                      | F        | 36      | 0    | 0           |
|                      | SPD      | 1370    | 0    | 0           |
| 0                    | Sonstige | 110     | 0    | 0           |

### 1890
Die Kartellparteien NLP und Konservative hatten sich erneut auf Oechelhäuser als gemeinsamen Kandidaten geeinigt. Oechelhäuser verpflichtete sich hierbei zu einer Unterstützung der Schutzzollpolitik.
Es fanden zwei Wahlgänge statt. Die Zahl der Wahlberechtigten betrug 30.816. Die Zahl der abgegebenen gültigen Stimmen betrug im ersten Wahlgang 23.849, 124 Stimmen waren ungültig. Die Wahlbeteiligung belief sich auf 77,4 %.
| Kandidat             | Partei   | Stimmen | in %   | Anmerkungen                       |
| -------------------- | -------- | ------- | ------ | --------------------------------- |
| Wilhelm Oechelhäuser | NLP      | 11.611  | 48,9 % | 0                                 |
| Richard Grelling     | DF       | 6592    | 27,8 % | Dr. jur., Rechtsanwalt aus Berlin |
|                      | SPD      | 5496    | 23,2 % | 0                                 |
| 0                    | Sonstige | 26      | 0,1 %  | 0                                 |

In der Stichwahl unterstützte die SPD den freisinnigen Kandidaten.
Die Zahl der abgegebenen gültigen Stimmen betrug in der Stichwahl 26.064, 152 Stimmen waren ungültig. Die Wahlbeteiligung belief sich auf 84,6 %.
| Kandidat             | Partei | Stimmen | in %   | Anmerkungen |
| -------------------- | ------ | ------- | ------ | ----------- |
| Wilhelm Oechelhäuser | NLP    | 12.559  | 48,5 % | 0           |
| Richard Grelling     | DF     | 13.353  | 51,5 % | 0           |

### 1893
Neben den Kartellparteien unterstützte auch der BdL den nationalliberalen Kandidaten.
Es fand nur ein Wahlgang statt. Die Zahl der Wahlberechtigten betrug 33.064. Die Zahl der abgegebenen gültigen Stimmen betrug 26.997, 165 Stimmen waren ungültig. Die Wahlbeteiligung belief sich auf 81,7 %.
| Kandidat         | Partei   | Stimmen | in %   | Anmerkungen                       |
| ---------------- | -------- | ------- | ------ | --------------------------------- |
| Robert Friedberg | NLP      | 13.936  | 51,9 % | 0                                 |
| Richard Grelling | FVP      | 6592    | 13,9 % | Dr. jur., Rechtsanwalt aus Berlin |
| Schulze          | SPD      | 9145    | 34,1 % | 0                                 |
| 0                | Sonstige | 21      | 0,1 %  | 0                                 |

### Ersatzwahl 1894
Nachdem Friedberg sein Mandat am 4. September 1894 niedergelegt hatte, kam es am 30. Oktober 1894 zu einer Ersatzwahl. Die Kartellparteien NLP und Konservative hatten sich erneut auf Friedberg als gemeinsamen Kandidaten geeinigt.
Es fanden zwei Wahlgänge statt. Die Zahl der Wahlberechtigten betrug 33.932. Die Zahl der abgegebenen gültigen Stimmen betrug im ersten Wahlgang 24.394, 126 Stimmen waren ungültig. Die Wahlbeteiligung belief sich auf 71,9 %.
| Kandidat         | Partei   | Stimmen | in %   | Anmerkungen         |
| ---------------- | -------- | ------- | ------ | ------------------- |
| Robert Friedberg | NLP      | 10.169  | 41,9 % | 0                   |
| Karl Baumbach    | FVP      | 2129    | 8,8 %  | 0                   |
| Fischer          | M        | 2661    | 11,0 % | Goldschmiedemeister |
| Schulze          | SPD      | 9297    | 38,3 % | 0                   |
| 0                | Sonstige | 12      | 0,0 %  | 0                   |

In der Stichwahl unterstützte die antisemitische Mittelstandspartei den SPD-Kandidaten.
Die Zahl der abgegebenen gültigen Stimmen betrug in der Stichwahl 25.426, 287 Stimmen waren ungültig. Die Wahlbeteiligung belief sich auf 74,9 %.
| Kandidat         | Partei | Stimmen | in %   | Anmerkungen |
| ---------------- | ------ | ------- | ------ | ----------- |
| Robert Friedberg | NLP    | 13.570  | 54,0 % | 0           |
| Schulze          | SPD    | 11.569  | 46,0 % | 0           |

### 1898
Die Kartellparteien NLP und Konservative und der BdL hatten sich erneut auf Friedberg als gemeinsamen Kandidaten geeinigt.
Es fanden zwei Wahlgänge statt. Die Zahl der Wahlberechtigten betrug 34.569. Die Zahl der abgegebenen gültigen Stimmen betrug im ersten Wahlgang 27.396, 204 Stimmen waren ungültig. Die Wahlbeteiligung belief sich auf 79,3 %.
| Kandidat         | Partei   | Stimmen | in %   | Anmerkungen |
| ---------------- | -------- | ------- | ------ | ----------- |
| Robert Friedberg | NLP      | 13.542  | 49,8 % | 0           |
| Bror             | DSR      | 814     | 3,0 %  | 0           |
| Adolf Albrecht   | SPD      | 12.817  | 47,1 % | 0           |
| 0                | Sonstige | 19      | 0,1 %  | 0           |

Die Zahl der abgegebenen gültigen Stimmen betrug in der Stichwahl 29.601, 255 Stimmen waren ungültig. Die Wahlbeteiligung belief sich auf 85,6 %.
| Kandidat         | Partei | Stimmen | in %   | Anmerkungen |
| ---------------- | ------ | ------- | ------ | ----------- |
| Robert Friedberg | NLP    | 14.597  | 49,7 % | 0           |
| Adolf Albrecht   | SPD    | 14.749  | 50,3 % | 0           |

### 1903
Alle bürgerlichen Parteien unterstützten den nationalliberalen Kandidaten.
Es fand nur ein Wahlgang statt. Die Zahl der Wahlberechtigten betrug 35.976. Die Zahl der abgegebenen gültigen Stimmen betrug 31.710, 215 Stimmen waren ungültig. Die Wahlbeteiligung belief sich auf 88,1 %.
| Kandidat       | Partei   | Stimmen | in %   | Anmerkungen |
| -------------- | -------- | ------- | ------ | ----------- |
| Karl Wessel    | NLP      | 15.981  | 50,7 % | 0           |
| Adolf Albrecht | SPD      | 15.404  | 48,9 % | 0           |
| Karl Bachem    | Zentrum  | 84      | 0,3 %  | 0           |
| 0              | Sonstige | 26      | 0,1 %  | 0           |

### 1907
Alle bürgerlichen Parteien unterstützten den nationalliberalen Kandidaten.
Es fand nur ein Wahlgang statt. Die Zahl der Wahlberechtigten betrug 36.482. Die Zahl der abgegebenen gültigen Stimmen betrug 33.402, 213 Stimmen waren ungültig. Die Wahlbeteiligung belief sich auf 91,7 %.
| Kandidat            | Partei   | Stimmen | in %   | Anmerkungen |
| ------------------- | -------- | ------- | ------ | ----------- |
| Karl Wessel         | NLP      | 18.812  | 56,7 % | 0           |
| Ferdinand Bender    | SPD      | 14.319  | 43,1 % | 0           |
| Leon von Czarlinski | Polen    | 40      | 0,1 %  | 0           |
| 0                   | Sonstige | 18      | 0,1 %  | 0           |

### 1912
Es fanden zwei Wahlgänge statt. Die Zahl der Wahlberechtigten betrug 37.153. Die Zahl der abgegebenen gültigen Stimmen betrug im ersten Wahlgang 34.128, 115 Stimmen waren ungültig. Die Wahlbeteiligung belief sich auf 91,9 %.
| Kandidat         | Partei   | Stimmen | in %   | Anmerkungen          |
| ---------------- | -------- | ------- | ------ | -------------------- |
| Breitscheid      | DVg      | 2878    | 8,5 %  | 0                    |
| Georg Irmer      | Kons     | 5175    | 15,2 % | 0                    |
| Baumecker        | NLP      | 9906    | 29,1 % | Pastor, Leopoldshall |
| Ferdinand Bender | SPD      | 16.015  | 47,1 % | 0                    |
| 0                | Sonstige | 39      | 0,1 %  | 0                    |

Die Zahl der abgegebenen gültigen Stimmen betrug in der Stichwahl 34.772, 216 Stimmen waren ungültig. Die Wahlbeteiligung belief sich auf 93,6 %.
| Kandidat         | Partei | Stimmen | in %   | Anmerkungen |
| ---------------- | ------ | ------- | ------ | ----------- |
| Baumecker        | NLP    | 16.024  | 46,4 % | 0           |
| Ferdinand Bender | SPD    | 18.532  | 53,6 % | 0           |